# Routledge (Verlag)
Routledge (Aussprache: /ˈraʊtlɪdʒ/) ist ein britisches Verlagshaus, das vor allem im Bereich der Geistes- und Sozialwissenschaften tätig ist. Seine Gründung geht auf den Verleger George Routledge (1812–1888) zurück. Als Gründungsjahr gilt 1851, als Routledge zusammen mit einem Verwandten die Firma „George Routledge & Co.“ ins Handelsregister eintragen ließ. Seit 1998 gehört Routledge zur Taylor & Francis Group mit Sitz in London.
In dem Verlag erscheinen u. a. die African Studies zur Afrikanistik, die Routledge Encyclopedia of Philosophy, die internationale Fachzeitschrift Historical Journal of Film, Radio and Television sowie unter dem Label Europa Publications z. B. das Europa World Year Book und das International Who’s Who.